# Antoni od św. Anny Galvão
Antônio de Sant'Ana Galvão właśc. Antonio Galvão de França (ur. 1739 w Guaratinguetá, zm. 23 grudnia 1822 w São Paulo) – brazylijski franciszkanin, kapłan, święty Kościoła katolickiego.

## Życiorys
Święty urodził się w Guaratinguetá w brazylijskim stanie São Paulo. Jego rodzina była dobrze usytuowana. Matka była prawnuczką Fernão Dias Pais. Antônio miał dziewięcioro rodzeństwa. Mając trzynaście lat Antônio wstąpił do kolegium prowadzonego przez jezuitów w Bahía. Po czterech latach przeniósł się do franciszkanów z gałęzi alkantaryńskiej. Złożył śluby zakonne 16 kwietnia 1761.
Dnia 9 marca 1776 ofiarował się jako sługa i niewolnik Matce Bożej. Dokument złożonego ślubu podpisał własną krwią.
Zbudował w 1774 Mosteiro de Luz, centrum, w którym opiekowano się chorymi i bezdomnymi. Placówka istnieje do dzisiaj. Znajduje się w pobliżu rodzinnego miasta Antôniego Guaratinguety. Obiekt wpisany został na listę światowego dziedzictwa kultury UNESCO.
Za swoje opowiadanie się po stronie prześladowanych i biednych, szczególnie za niesłusznie skazanymi na karę śmierci, przebywał na wygnaniu. Jego postawa nie była akceptowana przez gubernatora São Paulo. Święty był czcicielem Niepokalanego poczęcia, które w jego czasach nie było jeszcze dogmatem katolickim.
Jako pierwszy Brazylijczyk ogłoszony błogosławionym (25 października 1998 przez papieża Jana Pawła II), a następnie został pierwszym świętym urodzonym w Brazylii (kanonizowanym przez Benadykta XVI dnia 11 maja 2007). Ogłaszając brata Antônio świętym Benedykt XVI przebywał w Brazylii, gdzie odbywał swą 6. podróż apostolską.
Kościół katolicki w Brazylii obchodzi wspomnienie liturgiczne świętego 25 października.